# FGFR1OP
FGFR1OP (англ. FGFR1 oncogene partner) – білок, який кодується однойменним геном, розташованим у людей на короткому плечі 6-ї хромосоми. Довжина поліпептидного ланцюга білка становить 399 амінокислот, а молекулярна маса — 43 065.
| 10         |  | 20         |  | 30         |  | 40         |  | 50         |
| ---------- |  | ---------- |  | ---------- |  | ---------- |  | ---------- |
| MAATAAAVVA |  | EEDTELRDLL |  | VQTLENSGVL |  | NRIKAELRAA |  | VFLALEEQEK |
| VENKTPLVNE |  | SLKKFLNTKD |  | GRLVASLVAE |  | FLQFFNLDFT |  | LAVFQPETST |
| LQGLEGRENL |  | ARDLGIIEAE |  | GTVGGPLLLE |  | VIRRCQQKEK |  | GPTTGEGALD |
| LSDVHSPPKS |  | PEGKTSAQTT |  | PSKIPRYKGQ |  | GKKKTSGQKA |  | GDKKANDEAN |
| QSDTSVSLSE |  | PKSKSSLHLL |  | SHETKIGSFL |  | SNRTLDGKDK |  | AGLCPDEDDM |
| EGDSFFDDPI |  | PKPEKTYGLR |  | KEPRKQAGSL |  | ASLSDAPPLK |  | SGLSSLAGAP |
| SLKDSESKRG |  | NTVLKDLKLI |  | SDKIGSLGLG |  | TGEDDDYVDD |  | FNSTSHRSEK |
| SEISIGEEIE |  | EDLSVEIDDI |  | NTSDKLDDLT |  | QDLTVSQLSD |  | VADYLEDVA  |

A: Аланін

C: Цистеїн

D: Аспарагінова кислота

E: Глутамінова кислота

F: Фенілаланін

G: Гліцин

H: Гістидин

I: Ізолейцин

K: Лізин

L: Лейцин

M: Метіонін

N: Аспарагін

P: Пролін

Q: Глутамін

R: Аргінін

S: Серин

T: Треонін

V: Валін

Кодований геном білок за функцією належить до фосфопротеїнів. 
Задіяний у такому біологічному процесі, як альтернативний сплайсинг. 
Локалізований у цитоплазмі, цитоскелеті.